# 光系统

类囊体膜上的光合作用的光反应

光系统是参与光合作用的蛋白质复合物的功能和结构单元，一起进行光合作用主要的光化学作用：光的吸收和转移能量和电子。光系统存在于植物、藻类和蓝细菌的类囊体膜中。类囊体位于植物和藻类的叶绿体中，以及光合细菌的细胞质膜中。存在两种光系统：光系统 II和I。

## 反应中心
光系统的核心是反应中心，它是一种利用光来还原分子（提供电子）的酶。该反应中心被光捕获复合物包围，以增强光的吸收。
在光系统中有两种反应中心：I型反应中心（例如叶绿体中的光系统I （ P700 ）和绿硫细菌）和II型反应中心（例如叶绿体中的光系统II （ P680 ）和非硫紫色菌）。
每个光系统可以通过其最具反应性的光的波长 （对于叶绿体中的PSI和PSII分别为700和680纳米），光捕获复合物的数量和类型以及所用的末端电子受体的类型来区分。
I型光系统使用铁氧化物样铁-硫簇蛋白作为末端电子受体，而II型光系统最终将电子穿梭到醌末端电子受体。 两种反应中心类型都存在于叶绿体和蓝细菌中，并且共同形成独特的光合链，能够从水中提取电子，从而产生作为副产物的氧气。

## 结构体
反应中心包含几（多于24或多于33）个蛋白质亚基，其为一系列辅因子提供支架。辅因子可以是色素（如叶绿素、脱镁叶绿素、类胡萝卜素 ）、醌或铁硫簇。 

## 光系统I和II之间的关系
对于含氧光合作用，需要光系统 I和光系统 II。有氧光合作用可以通过植物和蓝细菌进行；蓝细菌被认为是含有光系统的真核生物叶绿体的祖细胞 。 不能产生氧气的光合细菌具有与之相似的单一光系统 。 
当光系统II吸收光时，反应中心叶绿素中的电子被激发到更高的能级并被初级电子受体捕获。 
光激发的电子通过设置在类囊体膜中的电子传递链穿过細胞色素b6f蛋白複合體到达光系统I。利用这种能量降低（整个过程称为化学渗透 ），将氢離子（H + ）通过膜输送到类囊体腔中，以提供类囊体腔与叶绿体基质之间的潜在能量差异，相当于可用于产生ATP的质子动力。 质子由质体醌运输。 如果电子仅通过一次，则该过程称为非循环光合磷酸化。 
当电子到达光系统I时，它填充光系统I的反应中心叶绿素的电子缺陷。当ATP合酶将存在于管腔中的质子通过膜转运到基质时产生ATP。电子可以继续通过PS I周围的循环电子传递或通过铁氧还蛋白传递给酶NADP +还原酶。将电子和氢离子加入NADP +中以形成NADPH。 这种还原剂被输送到卡尔文循环，与3-磷酸甘油盐一起与ATP反应生成甘油醛3-磷酸 ，这是植物可以制造各种物质的基本构件。

## 请参见
- 光反应
- 光抑制
- 光合作用中心體